# Linssnäcka
Linssnäcka (Helicigona lapicida) är en snäcka som beskrevs 1758 av Carl von Linné. Arten ingår i släktet Helicigona och familjen storsnäckor. IUCN kategoriserar den globalt som livskraftig. Enligt den finländska rödlistan är arten nära hotad i Finland. 
Linsnäckan når en storlek på cirka 9x20 mm. Skalet är ljusbrunt med mörkare fläckar. Mynningen av skalet blir med tiden vanligtvis ljust eller vitt.
Linsnäckans livsmiljö är framförallt steniga platser som klippor, rasbranter och stenmurar. Den trivs även vid kalkklippor och kalkbrott. Arten förekommer i Sverige.

## Bildgalleri

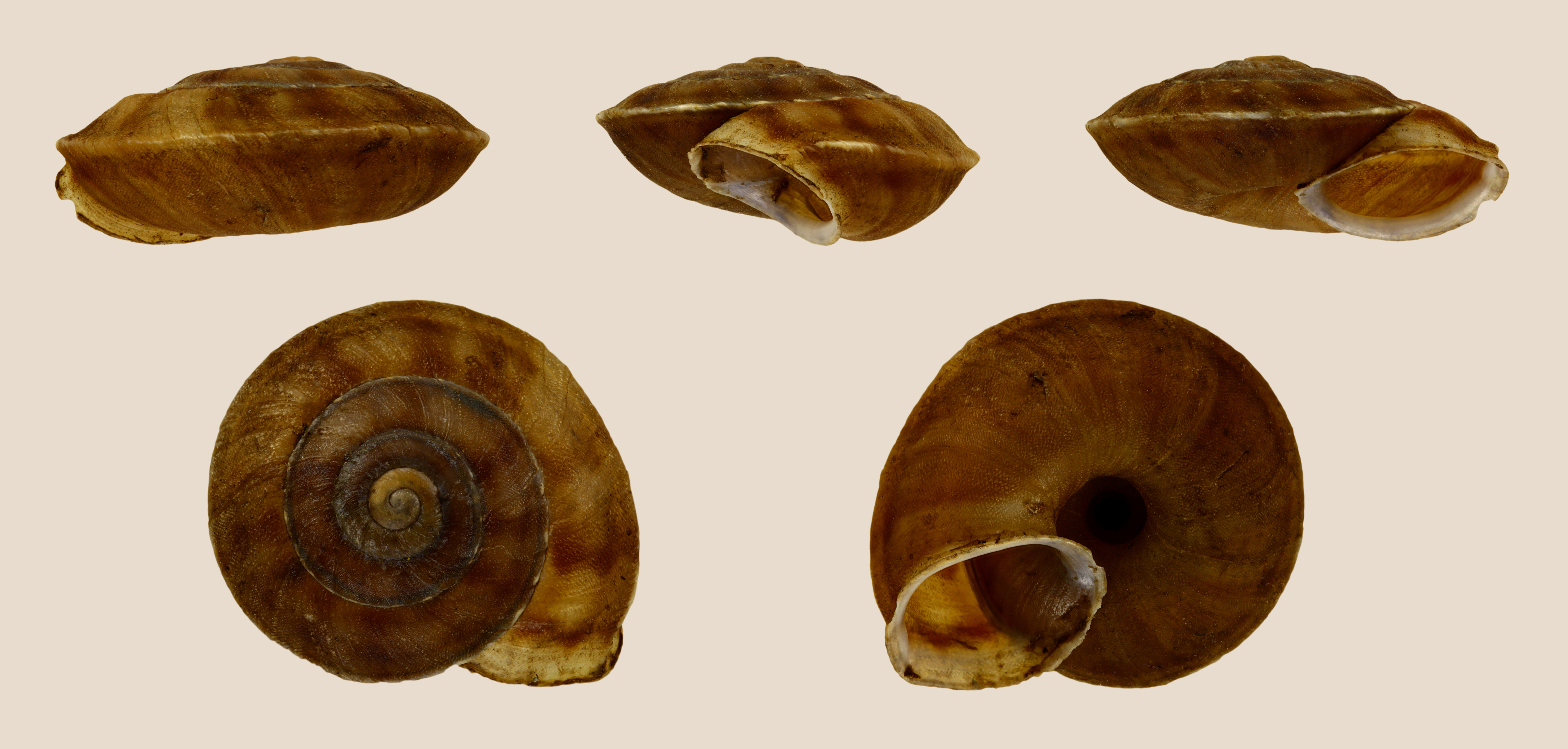
H. l. lapicida
H. l. andorrica
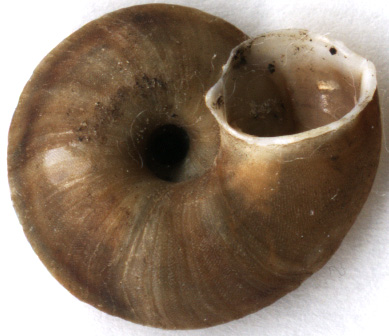
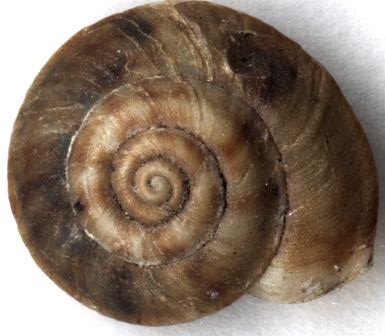
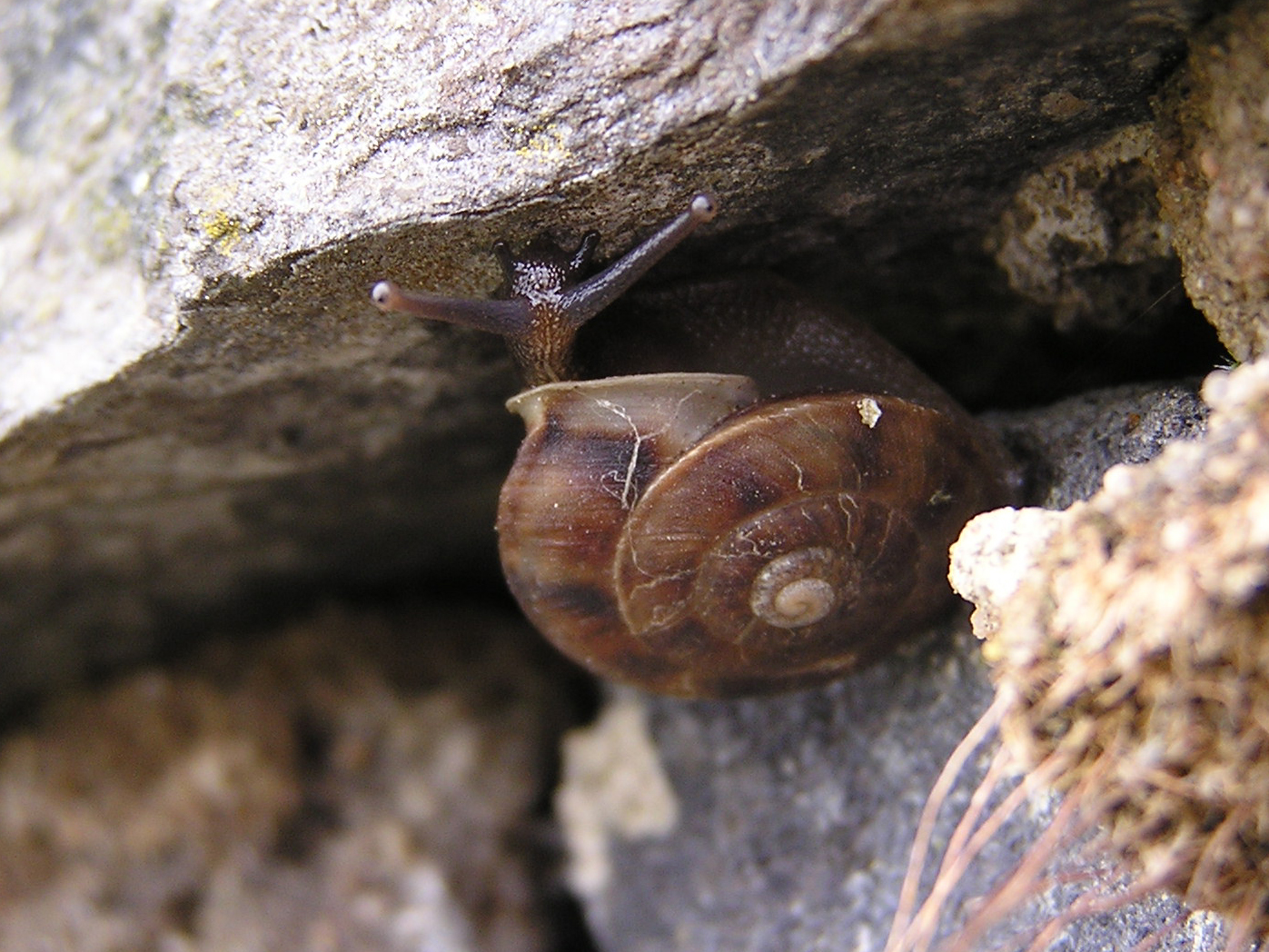
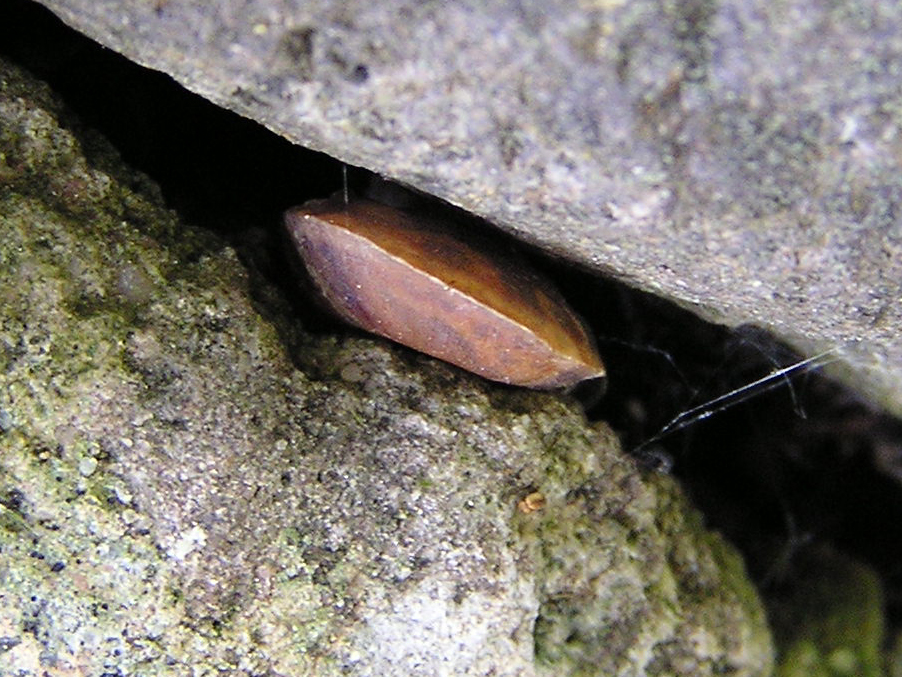